# Scream (musikgrupp)
Scream är ett hardcorepunkband från Bailey's Crossroads i Virginia, USA. Bandet består av medlemmarna Peter Stahl, Franz Stahl, Skeeter Thompson, Clint Walsh och Kent Stax och grundades 1981. De släppte sitt första album Still Screaming 1983 via skivbolaget Dischord Records. Inför deras andra album, This Side Up (1985), tog de in gitarristen Robert Lee "Harley" Davidson och innan lanseringen av deras tredje album, Banging the Drum (1986), slutade trumslagaren Stax från Scream. Istället togs Dave Grohl in som trumslagare och han medverkade på bandets fjärde album No More Censorship (1988). Det var under en konsert med Scream som Kurt Cobain och Krist Novoselic fick upp ögonen för Grohl och kort därefter rekryterade de honom till sitt band Nirvana. Ett femte, och sista, album under namnet Fumble spelades in i december 1989, men släpptes inte förrän i juli 1993. Bandet splittrades under 1990.
Scream uppträdde tillsammans den 28 december 1996 och senare den 20 december 2009. De uppträdde även tillsammans den 31 maj 2010.